# Węzeł autostradowy Werder
Węzeł autostradowy Dreieck Werder (również AD Werder) – węzeł drogowy na skrzyżowaniu autostrad A10 (Berliner Ring) i A2 (Warschauer Allee) w okolicach miasta Werder, w Brandenburgii, w Niemczech. Obecna nazwa węzła pochodzi od nazwy miasta.

## Położenie
Węzeł znajduje się w gminie Kloster Lehnin, w powiecie Potsdam-Mittelmark. Sąsiednie miejscowości i gminy to Groß Kreutz, Beelitz and Werder. Leży około 45 km na południowy zachód od śródmieścia Berlina, około 20 km na południowy zachód od Poczdamu i około 85 km na wschód od Magdeburga. W okolicy znajdują się parki narodowe Nuthe-Nieplitz i Hoher Fläming.
Węzeł ma podwójną numerację – nr 21 w ciągu A10 oraz nr 81 w ciągu A2.

## Historia
W 1936 roku otwarto połączenie dzisiejszych autostrad A2 i A10 w kierunku północnym, zaś rok później otwarto A10 w kierunku południowym. Węzeł powstał w formie lewostronnej trąbki, która została przebudowana w latach 1996–1999 na trójkąt. Do dziś można dostrzec pozostałości po poprzednim układzie łącznic. W czasach NRD węzeł nazywany był Abzweig Magdeburg oraz stanowił część trasy tranzytowej łączącej Berlin z przejściem granicznym Helmstedt-Marienborn. W latach 50. używano nazwy Brandenburger Abzweig.

## Natężenie ruchu
Dziennie przez węzeł przejeżdża blisko 80 tys. pojazdów.
| Z                | Do                   | Średnie dzienne natężenie ruchu | Średnie dzienne natężenie ruchu | Średnie dzienne natężenie ruchu | Udział ruchu ciężkiego | Udział ruchu ciężkiego | Udział ruchu ciężkiego |
| Z                | Do                   | 2005                            | 2010                            | 2015                            | 2005                   | 2010                   | 2015                   |
| ---------------- | -------------------- | ------------------------------- | ------------------------------- | ------------------------------- | ---------------------- | ---------------------- | ---------------------- |
| AS Lehnin (A2)   | AD Werder            | 58 400                          | 53 600                          | 60 000                          | 20,5%                  | 24,2%                  | 22,1%                  |
| AS Glindow (A10) | AD Werder            | brak danych                     | 63 500                          | 67 000                          | brak danych            | 23,2%                  | 24,2%                  |
| AD Werder        | AS Groß Kreutz (A10) | 27 900                          | 27 900                          | 32 600                          | 19,3%                  | 19,7%                  | 18,7%                  |